# リーン・オン・ミー
「リーン・オン・ミー」（Lean on Me）は、ビル・ウィザースが1972年に発表した楽曲。全米1位を記録した。

## 概要
ロサンゼルスのレコード・プラントで録音された。演奏は、ビル・ウィザース（ピアノ）、ビノース・ブラックモン（ギター）、メルヴィン・ダンラップ（ベース）、ジェームズ・ギャドソン（ドラムズ）、レイ・ジャクソン（エレクトリックピアノ）。プロデューサーはこの5人の連名でクレジットされている。
1972年3月、シングルA面曲として発表された。B面は「Better Off Dead」。B面のプロデュースはブッカー・T・ジョーンズが行った。5月発売のアルバム『Still Bill』に収録された。
同年7月8日付のビルボード・Hot 100で1位を記録した。また、ビルボードのソウル・チャートで1位、イージーリスニング・チャートで4位を記録した。1972年の年間チャートで7位を記録しゴールドディスクに輝いた。
1973年発売のライブ・アルバム『Live at Carnegie Hall』にライブ・バージョンが収録されている。
「ローリング・ストーンの選ぶオールタイム・グレイテスト・ソング500」の2010年版では208位にランクされている。

## カバー・バージョン
- アニタ・ブライアント - 1972年のアルバム『Naturally』に収録。
- ドン・エリス - 1972年のアルバム『Connection』に収録。
- シャーリー・スコット - 1972年のアルバム『Lean on Me』に収録。
- ジョージィ・フェイム - 1980年のアルバム『Closing the Gap』に収録。
- クリスタル・ゲイル - 1981年のアルバム『Hollywood, Tennessee』に収録。
- アル・グリーン - 1984年のアルバム『Trust in God』に収録。
- クラブ・ヌーヴォー - 1987年のシングル。ビルボード・Hot 100の1位を記録した。
- アン・マレー - 1999年のアルバム『What a Wonderful World』に収録。
- グレン・キャンベル - 2004年のアルバム『Love Is the Answer: 24 Songs of Faith, Hope and Love』に収録。
- シェリル・クロウ、キッド・ロック、キース・アーバン - 2010年のライブ・アルバム『Hope for Haiti Now』に収録。
- 矢野顕子 & 上原ひろみ - 2011年のアルバム『Get Together 〜LIVE IN TOKYO〜』に収録。
- ガース・ブルックス - 2013年のボックスセット『Blame It All on My Roots: Five Decades of Influences』に収録。

## 備考
- ジョン・G・アヴィルドセン監督、モーガン・フリーマン主演の映画『ワイルド・チェンジ』（1989年）の原題「Lean on Me」は本作品からとられた。クラブ・ヌーヴォーほか様々なアーティストによる「リーン・オン・ミー」が劇中に流れる。
- 2009年1月18日、ワシントンD.C.のナショナル・モールとリンカーン記念館で開催された「ウィ・アー・ワン:オバマ就任祝典」でメアリー・J. ブライジが本作品を歌った。
- 2015年10月3日放送の『サタデー・ナイト・ライブ』で、ヒラリー・クリントンに扮したケイト・マッキノンとバーテンダー役のヒラリー・クリントン本人が本作品を共に歌った。
- 本楽曲は、ディズニー・テレビジョン・アニメーション製作のテレビアニメ『ふしぎの国 アンフィビア』（原題：Amphibia）のシーズン1最終エピソード「再会」（原題："Reunion"）内で用いられた[5]。本エピソードは、米国では2019年7月18日、日本では2020年7月12日に初めて放送された。